# Distretto di Köse
Il distretto di Köse (in turco Köse ilçesi) è uno dei distretti della provincia di Gümüşhane, in Turchia.